# Israel Lyon Chaikoff
Israel Lyon Chaikoff (* 2. Juli 1902 in London; † 25. Januar 1966 in Berkeley (Kalifornien)) war ein kanadisch-US-amerikanischer Physiologe, Mediziner (Endokrinologe) und Biochemiker und Hochschullehrer an der University of California, Berkeley. Er ist bekannt für den Wolff-Chaikoff-Effekt.
Chaikoff kam als Kind mit seiner Familie nach Kanada. Beeindruckt von den Erfolgen der damals neuen Insulintherapie gegen Diabetes mellitus studierte er Physiologie an der University of Toronto mit dem Bachelor-Abschluss 1924, dem Master-Abschluss 1925 und der Promotion (Ph.D.) in Physiologie 1927. Zusätzlich promovierte er 1930 in Medizin (M.D.). Ab 1930 war er Instructor in Berkeley in der Abteilung Physiologie der medizinischen Fakultät. Bald darauf wurde er US-Staatsbürger und stürzte sich mit großem Elan in die Forschung und den Aufbau der schlecht ausgestatteten und kleinen Abteilung Physiologie in Berkeley. 1931 wurde er Assistant Professor, 1938 Associate Professor und 1942 Professor. Er war später stark beeinträchtigt von der Verschlechterung einer chronischen allergischen Erkrankung, die er seit seiner Jugend hatte und ihn teilweise zwang, bettlägerig von zu Hause aus zu arbeiten.
Er forschte zur Physiologie und Biochemie des Bluttransports, Fett- und Kohlenhydratstoffwechsel und dessen Störungen wie Diabetes mellitus und Gefäßkrankheiten (Arteriosklerose) und den Hormonstoffwechsel. Dabei benutzte er radioaktive Isotope. Er gehörte zu den Pionieren der Verwendung von radioaktivem Iod (131I) zur Untersuchung der Schilddrüsenfunktion. Er verwendete auch andere radioaktive Isotope in der Erforschung des Stoffwechsels, zuerst von radioaktivem Phosphor (32P) in der Erforschung des Lipidstoffwechsel, dann von radioaktivem Kohlenstoff (14C) beim Kohlenhydratstoffwechsel, z. B. in der Frage ob Glukose im Körper aus Fettsäuren gewonnen werden kann. 1948 entdeckte er mit Jan Wolff den Wolff-Chaikoff-Effekt, die reduzierte Produktion von Schilddrüsenhormonen bei zu hoher Iodaufnahme des Körpers. Vor dem Aufkommen geeigneter Medikamente wurde der Wolff-Chaikoff-Effekt bei der Therapie der Überproduktion von Schilddrüsenhormonen benutzt, wurde zur Erklärung der hormonsenkenden Wirkung einiger iodhaltiger Medikamente benutzt und beim Wirkprinzip von Kaliumiodid bei Verstrahlungsfällen. Neben Schild- und Bauchspeicheldrüse erforschte er auch die Wirkung der Hypophysen-Hormone speziell auf die Schilddrüsenfunktion, Lipogenese, Biosynthese und Verwendung von Cholesterol, von Glucose, Fettsäuren, Phospholipiden und Steroidhormonen. Er war Autor und Ko-Autor von über 500 wissenschaftlichen Veröffentlichungen.
1941/42 war er Guggenheim Fellow.